# 岡崎市立上地小学校

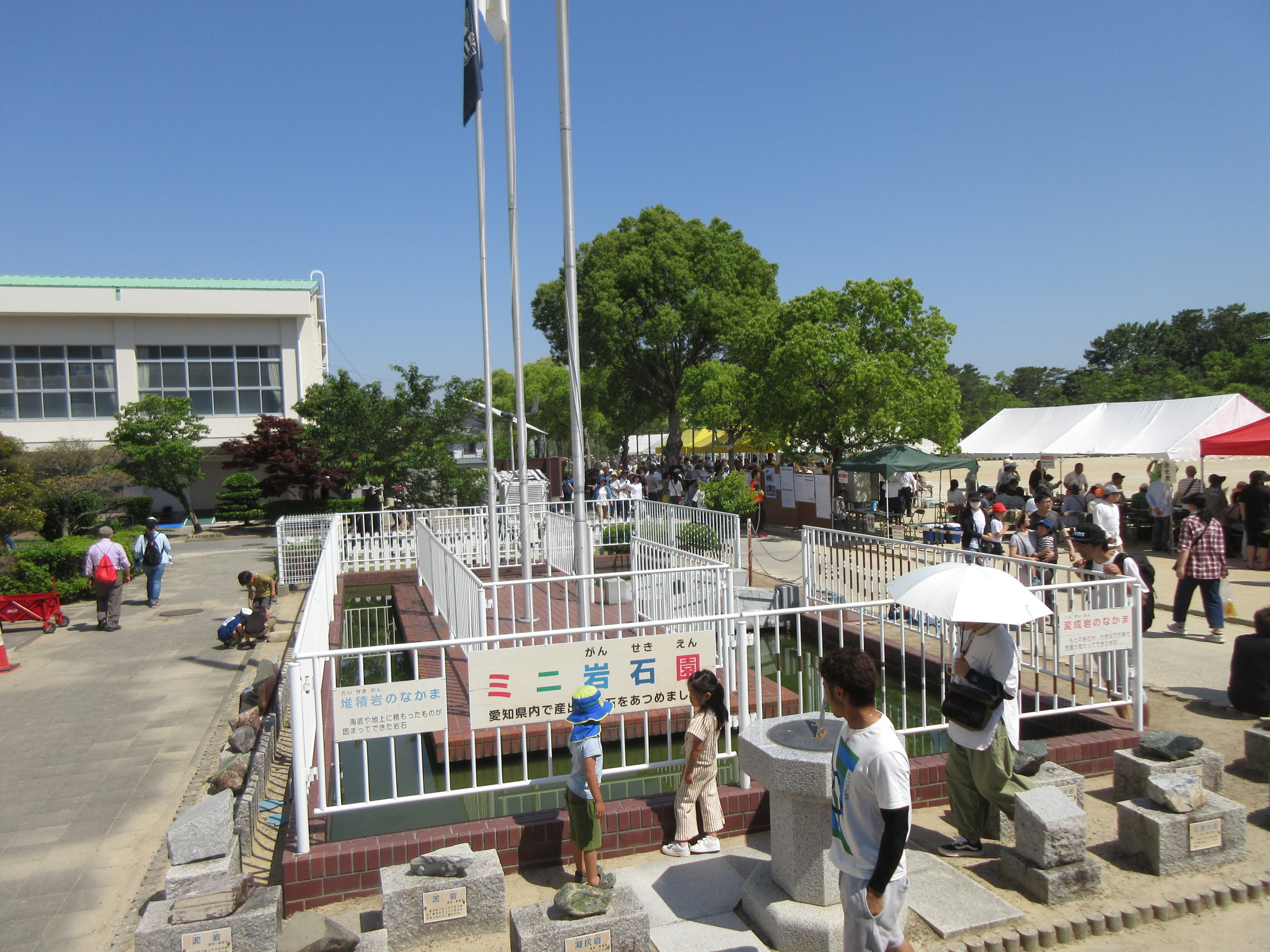
ミニ岩石園

岡崎市立上地小学校（おかざきしりつ うえじしょうがっこう）は、愛知県岡崎市上地にある公立小学校。

## 概要
1983年（昭和58年）4月に開校した。
卒業生は2つの中学校に分かれて進学する。下記の学区のうち、上地1丁目、上地6丁目、若松町字川向・字向山のうちの通称シビックヒルズは、福岡小学校とともに、岡崎市立福岡中学校の学区を構成する。その他の区域は、緑丘小学校とともに岡崎市立竜南中学校の学区を構成する。
| 調査日       | 児童数 | 通常学級 | 特別支援学級 |
| ------------ | ------ | -------- | ------------ |
| 2013年4月8日 | 764人  | 23       | 2            |
| 2019年5月1日 | 748人  | 22       | 4            |
| 2020年5月1日 | 758人  | 23       | 4            |
| 2021年5月1日 | 745人  | 22       | 5            |

## 学区
| 町名                                                                              | 進学先     |
| --------------------------------------------------------------------------------- | ---------- |
| 上地1丁目、上地6丁目、若松町字川向・字向山のうち通称シビックヒルズ                | 福岡中学校 |
| 上地2丁目、上地3丁目、上地4丁目、上地5丁目、若松東1丁目、若松東2丁目、若松東3丁目 | 竜南中学校 |

## 沿革
- 1983年（昭和58年）4月 - 開校。
- 1989年（平成元年）8月 - バレー東海大会優勝。バレー全国大会出場ベスト16。
- 2007年（平成19年）5月 - 岡崎市特色ある学校づくり推進事業プロジェクト校に選ばれる。
- 2007年（平成19年）12月 - フラワーブラボーコンクール秋花壇、愛知県大賞を受賞する。
- 2013年（平成25年）2月 - 体育館天井耐震化工事完了。
- 2013年（平成25年）10月 - 30周年記念式典開催。

## 著名な出身者
- 鈴木達央（声優）[要出典]